# Saint Therezien
Saint Therezien est un saint chrétien breton originaire du Pays de Galles. Son origine est située dans le village de Llanridhian, dont il est le saint patron de l’église, dans la péninsule de Gower, district de Swansea, dans le Glamorgan.

## Origine du nom
Le nom de ce personnage est d’origine brittonique : Rhidian. La forme originale du nom est Reith-gen ou Rectugeno-s, l’élément Reith ou Rectu fait référence à la notion de roi ou de justice et l’élément gen à celle d’origine, race, famille, naissance ; on peut donc le traduire par « de race légitime ». Les variantes linguistiques ont entraîné deux vocables dérivés : Ritgen et Rithian (ou Rhidian).
Le nom a ensuite évolué par l’adjonction d’un préfixe hypo-coristique To, c’est-à-dire exprimant l’affection ou la familiarité. On retrouve ainsi une évolution du patronyme original en To-Rithgen ou To-Rithien et To-Rithian, qui se traduira en latin par Terethianus (cartulaire de Quimperlé), Thiritianus ou même Tirizianus (Albert Le Grand) et Tiritianus (nécrologe abbaye de Landévennec). Le patronyme s'est décliné sous plusieurs formes de noms de familles: Therizien, Therisien, Therezien avec ou sans la particule "Le".

## Hagiographie

### Pays de Galles
La presqu’île de Gower possède des références toponymiques à de nombreux saints celtiques du haut Moyen Âge Ce territoire dispose de pas moins de dix-sept sanctuaires dont sept sont attribués à des saints celtiques dont Teilo, Illtud, Madoc, Cenydd, Rhidian, Gwynour (en). Cette abondance peut avoir sa source dans la proximité du grand centre spirituel chrétien celtique de Llanwit Major à l’embouchure de la rivière Severn entre Swansea et Cardiff. Dans ce centre, saint Illtyd , connu en Bretagne sous le nom d'Iltud, disposa et forma de nombreux et illustres disciples dont Tugdual, Pol Aurelien, David, Gildas, Samson. Le patronage commun de l’église de Llanrhidian par saint Ridhian et saint Illtyd, indique une proximité entre les deux personnages. Saint Rhidian est aussi associé en tant que disciple à un autre saint celtique local fondateur d’une académie monastique : Cennyd ou Kinède qui laissa son nom à un autre établissement dans la péninsule: Llangennith.

### Bretagne armoricaine
La trace du saint apparait ensuite dans la liste des évêques du Yaudet rapportée par l’hagiographe breton Albert le Grand dans sa Vie des saincts de la Bretaigne armorique, publiée en 1637 à Nantes chez Pierre Doriou. Cette vie des saints comporte les listes des évêques sur les différents sièges épiscopaux de Bretagne et notamment celui de Lexobie, autre nom attribué par certains auteurs anciens à Coz-Yaudet, siège épiscopal antérieur à Tréguier. Il donne une liste dans laquelle figure le nom latinisé du personnage :
« Tirizianus sacré l’an 531, sous le pape Saint Jean le second, les mêmes empereurs et roy, ne fut un an entier et mourut au commencement de l’an 532 ». Cet évêque, soixante-huitième de la liste précéda Tugdual, considéré comme l’un des sept saints fondateurs de la Bretagne. Ce dernier fonda un monastère à Tréguier et ensuite y transféra le siège épiscopal, la cité du Yaudet ayant été détruite au VIe siècle. La véracité de ces listes est contestée par certains auteurs.

## Le nom se répand en Bretagne
Le patronyme se répand et apparait dans bon nombre de documents depuis les cartulaires des abbayes de Redon au début du IXe siècle (Torithgen, Thorrithien) et Sainte-Croix de Quimperlé (Terethian) au début du XIe siècle jusqu’au fil des siècles,. Il se transforme ensuite en nom de famille porté au long des siècles et encore de nos jours sous des orthographes diverses. Un abbé du Xe siècle de l’abbaye de Saint-Matthieu de Fineterre se nomma Turthianus ou Thiritianus (Tiritien) et est cité pour la date du 20 mai, date de son décès, dans le nécrologe-obituaire de l’abbaye de Landévennec rédigé par Guillaume de Rennes en 1293.

## Le culte de saint Therezien
Plusieurs lieux ont laissé des traces d’un culte à saint Therezien dans les évêchés bretons.

### Dans l’évêché de Saint Brieuc
Des chapelles sont dédiées au saint. Certaines sont aujourd’hui détruites comme celles dédiées à saint Therezien en Penvenan mentionnée en 1678 dans les possessions du manoir noble de Lancevillen, et Saint-Thirizien en Trevou-Treguignec mentionnée comme endommagée en 1389 avec appel à indulgences pour sa restauration, ainsi que saint-Régent en Lanrelas (Côtes d’Armor).
Des statues du saint ont existé comme à Lézardrieux dans la chapelle St Christophe à l’entrée du pont sur le Jaudy et aujourd’hui détruite. La seule statue existante et identifiée à ce jour est celle de l’église de Lanloup (Côtes d’Armor). D'une origine estimée au XVIIe siècle elle fut autrefois disposée dans la chapelle sainte Colombe de la même commune. Lorsque cette chapelle fut ruinée, la statue fut déplacée à l’église paroissiale où elle est toujours, et a été restaurée en 2017. De facture rustique, le saint y est représenté en habits d’évêque.
Un hameau porte le nom du saint sur la commune de Plehedel : lieu-dit Kertherezien.
Une statue contemporaine sculptée par Jean-Philippe Drevillon a été édifiée sur le site de la Vallée des Saints à Carnoët en 2020.

### Dans l’évêché de Quimper et Léon
Un hameau porte son nom sur le territoire de Crozon. La forme du nom est différente : il s’agit de saint Drigent. Cette forme est une évolution de sant Ritgen où la liaison phonique a transformé le nom. Le hameau dispose d’une chapelle aujourd’hui dédiée à saint Philibert. Dans cette chapelle deux statues trônent dans le cœur : saint Philibert et une autre représentant un saint habillé en évêque non identifié, il s’agit de saint Drigent. Il était vraisemblablement le patron de la chapelle avant que celle-ci soit dédiée à saint Philibert sous l’influence des moines de Landévennec.
Dans le cartulaire de l’abbaye de Quimperlé est cité un prieuré dédié à saint Terethian à Quimperlé, donation lors de la fondation de l’abbaye.

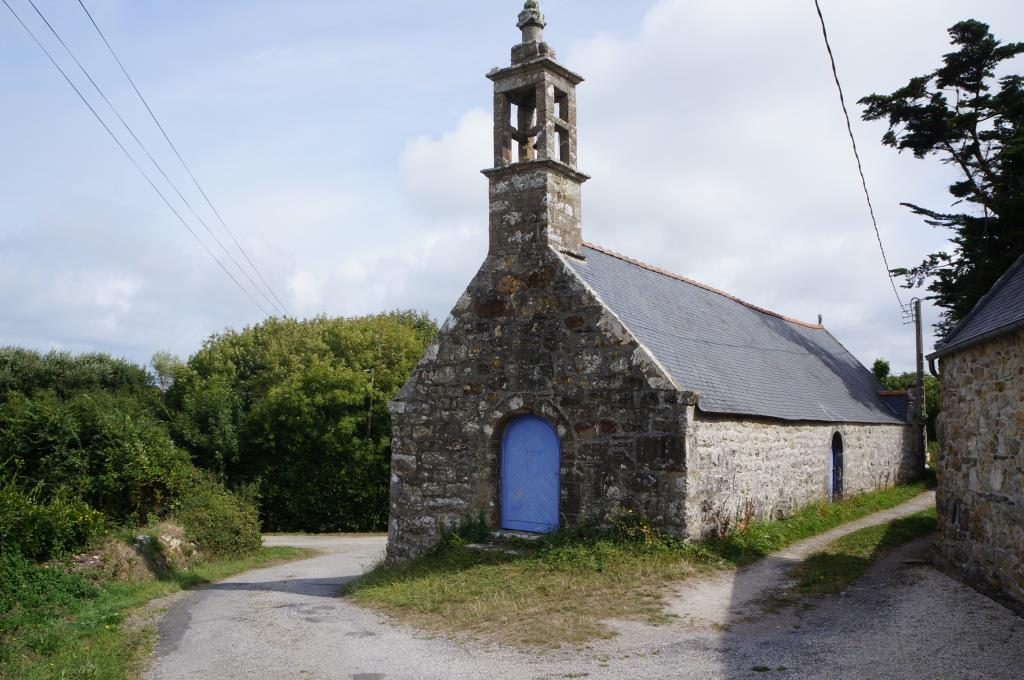
chapelle de Saint-Philibert/Drigent à Crozon

Noms de lieux en Finistère relatifs au nom du personnage :
- Kerdilizien en Le Drennec
- Kerdilichant en Guipavas (Kerdirizien en 1705)
- Lerrigen en Gouezec : au XIe siècle, Lan Rithian, dans le cartulaire de l’abbaye de Landévennec[23].
- Il existe une rue de Lanrijen à Pont-Coblant (Lanrijan en 1679), ce lieu faisant partie des possessions de l’abbaye de Landévennec en Finistère[23].